# Argia eliptica
Argia eliptica là một loài chuồn chuồn kim trong họ Coenagrionidae.
Argia eliptica is in 1865 voor het eerst wetenschappelijk beschreven door Selys.